# Покровка (Вознесенський район, Росія)
Покровка (рос. Покровка) — присілок в Вознесенському районі Нижньогородської області Російської Федерації.
Населення становить 14 осіб. Входить до складу муніципального утворення Благодатовська сільрада.

## Історія
Від 2004 року входить до складу муніципального утворення Благодатовська сільрада.

## Населення
| 1999 | 2002 | 2010 |
| ---- | ---- | ---- |
| 20   | ↗23  | ↘14  |